# Škotski klan
Škotski klan (od škotskog gaelskog clann, djeca, obitelj) je društvena organizacija svojstvena Škotima. Klan daje osjećaj pripadnosti i identiteta te je važna sastavnica škotskog društva. Pripadnici klana vjeruju u pripadnost zajedničkom pretku, osnivaču klana. Pripadnici klana se identificiraju s određenim zemljopisnim područjem na kojem je većina pripadnika klana u prošlosti prebivala. Također važan simbol je i dvorac ili utvrda u kojem je prebivao vođa klana. Klanovi su službeno registrirani kao obitelji prema škotskom pravu. Većina klanova ima svoj vlastiti uzorak tartana koji datira u 19. stoljeće. Također klan ima i vlastitu oznaku te moto, obično na latinskom jeziku. Lord Lyon King of Arms je nadležan za oznake grbova klanova. Klanovi se dijele na one s poglavicama (chieftain) i one bez njih tzv. naoružane klanove  (Armigerous clan).Postoje klanovi s istim prezimenom koji su zemljopisno raspršeni po različitim krajevima Škotske. Pojedini klanovi su se kroz povijest cijepali na pojedine grane tako da postoje klanovi s istim imenom u susjedstvu.

## Članstvo u klanu
Povijesno gledano, klan su činili svi koji se nalaze na teritoriju poglavice. S vremenom, zbog stalnih mijenjanja klanskih granica, selidbi i promjena vlasti, klan bi se tvorio od velike skupine ljudi koji nisu bili u rodu i koji su nosili različita prezimena. Često su ljudi živeći na teritoriju jednog poglavice s vremenom prihvatili prezime tog klana. Poglavica je mogao primati druge obitelji u klan, a također je imao pravo izbacivati iz klana bilo koga, uključujući članove vlastite obitelji. Danas, svatko tko ima poglavičino prezime smatra se članom tog klana.
Članstvo u klanu ide preko prezimena.Ne prenosi se udajom žene. Tako su djeca koja uzmu očevo prezime pripadnici očevog klana a ne majčinog. Sveudilj, bilo je slučajeva kroz povijest kada su neki ljudi po majčinoj liniji mijenjali prezime s ciljem preuzimanja statusa poglavice.